# Guntur (distrikt)
Guntūr är ett distrikt i Indien.   Det ligger i delstaten Andhra Pradesh, i den södra delen av landet, 1 400 km söder om huvudstaden New Delhi. Antalet invånare är 4 887 813. Arean är 11 391 kvadratkilometer. Guntūr gränsar till Nalgonda.
Terrängen i Guntūr är platt söderut, men norrut är den kuperad.
Följande samhällen finns i Guntūr:
- Guntur
- Tenali
- Kārempūdi
- Narasaraopet
- Chilakaluripet
- Bāpatla
- Pidugurālla
- Vinukonda
- Mangalagiri
- Ponnūru
- Ponnur
- Sattenapalle
- Mācherla
- Repalle
- Tādepalle
- Dāchepalle
- Nizāmpatam
- Achampet
- Tādikonda
- Bhattiprolu
- Phirangipuram
- Peddakūrapādu
- Chebrolu
- Krosūru
- Duggirāla
- Nekarikallu
- Tullūru
- Bandārupalle
- Govindapuram
- Kolanukonda
- Appikatla
- Bobbarlanka